# فرد کین
فرد کین (به انگلیسی: Fred Kean) بازیکن فوتبال زادهٔ ۱۰ دسامبر ۱۸۹۸ اهل کشور انگلستان بود که سابقهٔ بازی در تیم ملی فوتبال انگلستان را در کارنامهٔ خود دارد. وی در تاریخ ۱۹ مارس ۱۹۲۳ نخستین بازی ملی خود را در مقابل تیم ملی فوتبال بلژیک انجام داد و با حضور در ۹ بازی ملی، در تاریخ ۱۵ مه ۱۹۲۹ واپسین بازی ملی‌اش را در برابر تیم ملی فوتبال اسپانیا برگزار کرد.